# Nihon Keizai Shimbun
El Nikkei, formalmente conocido como Nihon Keizai Shimbun (en japonés: 日本経済新聞, Diario económico de Japón) es un periódico japonés, el mayor periódico financiero del mundo, con una tirada de 1,75 millones de copias. El Nikkei 225, un índice bursátil de la Bolsa de Tokio, es calculado por el periódico desde 1950.
Los orígenes del Nikkei comenzaron como periódico interno de Mitsui & Co. en 1876, cuando comenzó a publicar el Chugai Bukka Shimpo (literalmente Diario de Precios de Productos Domésticos y Extranjeros), un boletín semanal de cotizaciones de mercado. El departamento se convirtió en el Shokyosha en 1882. El periódico se convirtió en diario (excepto el domingo) en 1885 y fue rebautizado como Chugai Shogyo Simpo en 1889. Se fusionó con el Nikkan Kogyo y el Keizai Jiji y se rebautizó como el Nihon Sangyo Keizai Shimbun en 1942. El periódico cambió su nombre por el de Nihon Keizai Shimbun en 1946.
A partir del 30 de noviembre de 2015, Nikkei se convirtió en propietario del Financial Times, tras haber comprado el periódico a Pearson PLC.